# AMX index
Pour les articles homonymes, voir AMX.
L’AMX index (Amsterdam Midkap Index ou Midkap index ou Midkap), est un indice boursier composé d'entreprises néerlandaises cotées à la bourse d'Amsterdam également appelée Amsterdam Stock Exchange. L'indice a été créé en 1995. Il est composé des 25 entreprises cotées qui occupent les rangs 26 à 50 en termes de taille. Les 25 premières entreprises sont représentées par l'indice AEX.